# Adolph Fischer
Adolph Fischer (ur. w 1858 w Bremie, zm. 11 listopada 1887 w Chicago) – niemiecki anarchista.
Wyemigrował do USA w 1873, mając ok. 15 lat. Początkowo pracował w Little Rock. Później w 1879 przeniósł się do Saint Louis. Tam przystąpił do związku zawodowego i ożenił się z Johanną Pfauntz. W 1881 przenieśli się do Nashville, gdzie pracował dla "Anzeiger des Südens" – pisma niemieckich imigrantów. W 1883 przeprowadził się wraz z rodziną do Chicago. Pracował w gazecie Chicagoer Arbeiter-Zeitung wydawanej przez Augusta Spiesa i Michaela Schwaba. Angażował się w ruchu anarchistyczno-robotniczym. Pomagał w wydawaniu czasopisma "Der Anarchist". Został aresztowany i skazany na karę śmierci po zamieszkach na placu Haymarket (Haymarket Riot) w Chicago. Wyrok wykonano 11 listopada 1887 roku.